# Thorpe Waterville
Thorpe Waterville – wieś w Anglii, w hrabstwie Northamptonshire, w dystrykcie (unitary authority) North Northamptonshire. Leży 35 km na północny wschód od miasta Northampton i 105 km na północ od Londynu.